# Jeskynní perla

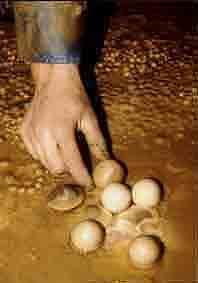
Jeskynní perly

Jeskynní perla je sekundární krasový jev, který vzniká v krasových jeskyních.
Vznikají i několik desítek let za velmi specifických podmínek. Na dně malých jezírek se na drobných kamíncích či hrubém písku postupně sráží aragonit tvořící vápencový obal. Jeskynní perly mohou ležet na dně volně a nebo k němu přirůstat. Vznikají někdy též i z úlomků krápníků spadlých do jezírka a omílaných vodou. Od toho jsou tvary perel buď kulaté (tzv. hrášky), nebo zaoblené válečky.